# Голиад (окръг, Тексас)
Окръг Голиад (на английски: Goliad County) е окръг в щата Тексас, Съединени американски щати. Площта му е 2225 km², а населението - 6928 души (2000). Административен център е град Голиад.